# احمت‌بیلر، گویناک
احمت‌بیلر، گویناک (به لاتین: Ahmetbeyler, Göynük) یک  Köy  در ترکیه است که در استان بولی واقع شده‌است.

## خصوصیات
احمت‌بیلر ۲۶۳ نفر جمعیت دارد.